# Hank Snow
Clarence Eugene Snow, detto Hank (Brooklyn, 9 maggio 1914 – Nashville, 20 dicembre 1999), è stato un cantautore e musicista canadese, celebrato interprete di musica country attivo in un arco temporale di circa 50 anni, dagli anni '30 agli anni '80.

## Carriera
Ha registrato circa 140 album e ha prodotto 85 brani entrati nelle classifiche Billboard Country tra gli anni '50 e gli anni '80.
Alcuni dei suoi brani più conosciuti sono I'm Moving On, The Golden Rocket e le versioni di I Don't Hurt Anymore, Let Me Go, Lover!, I've Been Everywhere, Hello Love.

## Riconoscimenti
L'artista è inserito nella Country Music Hall of Fame, nella Canadian Music Hall of Fame e nella Canadian Country Music Hall of Fame.

## Discografia parziale
Album studio
- 1952 - Country Classics
- 1952 - Hank Snow Sings
- 1953 - Hank Snow Salutes Jimmie Rodgers
- 1955 - Just Keep a-Movin'
- 1955 - Old Doc Brown and Other Narrations by Hank Snow
- 1957 - Country & Western Jamboree
- 1957 - Hank Snow's Country Guitar
- 1958 - Hank Snow Sings Sacred Songs
- 1959 - When Tragedy Struck
- 1961 - Big Country Hits
- 1963 - I've Been Everywhere
- 1963 - Railroad Man
- 1964 - Songs of Tragedy
- 1965 - Gloryland March
- 1965 - Heartbreak Trail: A Tribute to the Sons of the Pioneers
- 1966 - The Guitar Stylings of Hank Snow
- 1966 - Gospel Train
- 1967 - Snow in Hawaii
- 1967 - Spanish Fire Ball and Other Hank Snow Stylings
- 1968 - Tales of the Yukon
- 1969 - Snow in All Seasons
- 1969 - Hits Covered by Snow
- 1970 - Hank Snow Sings in Memory of Jimmie Rodgers
- 1971 - Tracks and Trains
- 1973 - Grand Ole Opry Favorites
- 1974 - Hello Love
- 1974 - That's You and Me
- 1975 - You're Easy to Love
- 1977 - #104 - Still Movin' On
- 1979 - Instrumentally Yours

## Collaborazioni
Nel corso della carriera ha realizzato numerosi album collaborativi. In particolare ha lavorato con Anita Carter, Chet Atkins, Kelly Foxton, Willie Nelson e altri artisti.